# Sama (aerolínea)
Sama LelTayaran Company Limited, que opera como Sama, fue una aerolínea de bajo coste saudí con sede en el Aeropuerto Internacional Rey Fahad, Dammam operando vuelos regulares dentro de Arabia Saudita y Oriente Medio. La aerolínea tenía su sede en Riad.

## Historia
Sama fue fundada en marzo de 2007 por Investment Enterprises Ltd, dirigida por el Príncipe Bandar bin Khalid al Faisal. La aerolínea se centró inicialmente en los vuelos de cabotaje, pasando posteriormente a los destinos internacionales durante 2008. 
El 24 de agosto de 2010, la aerolínea se vio forzada a cerrar debido a diversos problemas financieros asociados a bajos fondos en sus arcas, resultado de unas pérdidas de 266 millones de dólares.

## Flota
Cuando cesó sus operaciones, SAMA estaba operando seis Boeing 737-300. Todos ellos estaban dotados de 148 asientos en clase turista. Todos los aparatos eran alquilados.